# Bistum Buffalo
Das Bistum Buffalo (lateinisch Dioecesis Buffalensis, englisch Diocese of Buffalo) ist eine in den Vereinigten Staaten gelegene römisch-katholische Diözese mit Sitz in Buffalo, New York.

## Geschichte
Das Bistum Buffalo wurde am 23. April 1847 durch Papst Pius IX. aus Gebietsabtretungen des Bistums New York errichtet und dem Erzbistum Baltimore als Suffraganbistum unterstellt. Am 19. Juli 1850 wurde das Bistum Buffalo dem Erzbistum New York als Suffraganbistum unterstellt. Das Bistum Buffalo gab am 3. März 1868 Teile seines Territoriums zur Gründung des Bistums Rochester ab. 1896 gab das Bistum Buffalo Teile seines Territoriums an das Bistum Rochester  ab.

## Territorium
Das Bistum Buffalo umfasst die im Bundesstaat New York gelegenen Gebiete Allegany County, Cattaraugus County, Chautauqua County, Erie County, Genesee County, Niagara County, Orleans County und Wyoming County.

## Bischöfe von Buffalo
- John Timon CM, 1847–1867
- Stephen Michael Vincent Ryan CM, 1868–1896
- James Edward Quigley, 1896–1903, dann Erzbischof von Chicago
- Charles Henry Colton, 1903–1915
- Denis Joseph Dougherty, 1915–1918, dann Erzbischof von Philadelphia
- William Turner, 1919–1936
- John Aloysius Duffy, 1937–1944
- John Francis O’Hara CSC, 1945–1951, dann Erzbischof von Philadelphia
- Joseph Aloysius Burke, 1952–1962
- James Aloysius McNulty, 1963–1972
- Edward Dennis Head, 1973–1995
- Henry Joseph Mansell, 1995–2003, dann Erzbischof von Hartford
- Edward Urban Kmiec, 2004–2012
- Richard Malone, 2012–2019
- Michael William Fisher, seit 2020

## Sexueller Missbrauch
Wegen einer schweren Krise durch sexuellen Missbrauch, begangen von Priestern des Bistums, nahm Papst Franziskus 2019 den Rücktritt des damaligen Bischofs Richard Malone an, Weihbischof Edward Grosz trat 2020 zurück. Die Diözese erklärte wegen Hunderter Entschädigungsklagen Betroffener ihren finanziellen Bankrott. Seit 2021 gibt es auf Initiative von Bischof Michael Fisher ein diözesanes Programm zur Überwachung mutmaßlicher Missbrauchspriester, bei dem jedem Beschuldigten ein Beobachter zugewiesen wird, und bei Verstößen gegen Auflagen könnten Gehaltszahlungen eingestellt werden.
2022 einigte sich das Bistum Buffalo außergerichtlich mit den staatlichen Ermittlungsbehörden des Bundesstaates New York darauf, dass das Bistum unter unabhängige Aufsicht gestellt wird. Die Ergebnisse der Überwachung beschuldigter Priester werden für mindestens die nächsten drei Jahre jährlich einer ehemaligen FBI-Expertin zur Prüfung vorgelegt, die  die Öffentlichkeit regelmäßig über Fortschritte informiert; die Kosten übernimmt das Bistum. Die federführende Generalstaatsanwältin Letitia James erklärte: „Viel zu lange haben die Diözese Buffalo und ihre Verantwortlichen ihre grundlegendste Pflicht – unsere Kinder zu führen und zu schützen – nicht erfüllt“; unabhängige Aufsicht und Rechenschaftspflicht seien dringend nötig. Im Gegenzug wurde eine Vertuschungsklage gegen das Bistum fallengelassen.